# Śmierć komisarza
Śmierć komisarza (ros. Смерть комиссара) – obraz olejny namalowany przez rosyjskiego malarza i grafika Kuźmę Pietrowa-Wodkina w 1928, znajdujący się w zbiorach Państwowego Muzeum Rosyjskiego w Petersburgu.

## Opis
Obraz zamówiony przez Rewolucyjną Radę Wojskową Republiki (ros. Революционный Военный Совет Республики) na wystawę „10 lat Robotniczo-Chłopskiej Armii Czerwonej”, zajmuje centralne miejsce w radzieckim okresie twórczości Pietrowa-Wodkina. Temat życia, ofiary i śmierci, który jest jednym z podstawowych tematów dla artysty, został tam po raz pierwszy zilustrowany w obrazach bohaterów rewolucji październikowej (1917). Fabuła Śmierci komisarza oparta jest na wydarzeniu z wojny domowej w Rosji (1917–1924).
Scena widoczna na obrazie przedstawia tragiczny moment bitwy. Na pierwszym planie znajdują się dwie postacie – śmiertelnie ranny komisarz polityczny (potocznie zwany politrukiem), z karabinem w zaciśniętej pięści i podtrzymujący go żołnierz który swój karabin właśnie wypuszcza z dłoni. Kierowani wichrem bitwy żołnierze Armii Czerwonej schodzą w dół zielonego wzgórza, jakby wpadając w nieznaną otchłań – co ciekawe tylko jeden z nich odwraca się do tyłu by spojrzeć na bohaterów pierwszego planu. W tle obrazu widoczna jest szeroka, przestrzenna głębia z gładkimi sylwetkami wzgórz, odległą wioską i błękitną wstęgą rzeki.
W kompozycji dwóch postaci przedstawionych na pierwszym planie widać ikonografię Piety – przedstawienie Matki Boskiej trzymającej na kolanach martwego Jezusa Chrystusa. Heroiczna śmierć politruka w imię ideałów komunizmu, zyskuje wysokie poczucie ofiarnej służby dla ludzkości. Kuźma Pietrow-Wodkin wyraził w tym obrazie swój wyjątkowy warsztat artystyczny. Zrezygnował z tradycyjnej perspektywy linearnej i rozwinął nową perspektywę sferyczną, która w poetycki sposób przedstawia światopogląd malarza. Dzięki tej perspektywie ukazany obraz przekracza ramy pojedynczego faktu i nabiera uniwersalnego znaczenia.